# 2011年热带风暴唐
热带风暴唐（英語：Tropical Storm Don）是2011年大西洋飓风季第四场获得命名的风暴，也是该季首场登陆美国的热带气旋。系统源于东风波沿线的低气压区，飓风猎人侦察机确认内部风速达到热带风暴强度后，系统于7月27日直接跳过热带低气压阶段升级成热带风暴。气旋经过墨西哥湾，并在达到最大持续风速每小时85公里的最高强度后减弱，再于7月30日以热带低气压标准登陆德克萨斯州。该州此时正遭受严重旱情，正期望风暴能产生足够降水，缓解灾情，但唐登陆后很快便已消散，对旱情影响甚微。

## 气象历史
热带风暴唐源于7月16日位于非洲西岸近海的一股东风波。接下来数天内，系统在大西洋开放海域上空向西移动，并带有少带局限在季风槽中的对流。7月21日，美国国家飓风中心首次在热带天气展望中预计位于向风群岛以东约1200公里的系统有潜力发展成热带气旋。7月23日，系统经过小安的列斯群岛，波多黎各出现热带风暴强度大风。受垂直风切变及附近陆地的共同影响，系统未能马上得以进一步发展。7月24日，东风波北部沿线的对流有所增长，但美国国家飓风中心次日预计系统不会出现显著发展。
7月26日清晨，东风波沿线的雷暴在古巴以南洋面上空聚拢，并同低气压区相连。系统继续组织，到了协调世界时7月27日早上6点，其表面环流已有显著改善，在行进至墨西哥坎昆东北方向约95公里海域时成为热带低气压，并于不到12小时后增强成热带风暴。不过，美国国家飓风中心在当时的实际操作中直至7月27日晚21点才在侦察机确认风暴内存在细长而封闭的环流中心后才把系统归类成热带气旋，并且直接跳过热带低气压阶段划分成热带风暴，以“唐”（Don）为其命名。气旋形成后沿墨西哥湾北部上空的下到中层高压脊的南部边缘朝西北偏西方向移动。由于外界环境渐趋有利，水温较高，风切变只有轻到中度水平，气象机构预计唐会稳步增强，风速至少达到每小时100公里。但所有的热带气旋预测模型都认为风暴不会出现大幅强化。
由于下层和中层环流没有对齐，唐起初未能显著增强。7月28日，环流在风切变的影响下从对流中进一步暴露出来，但气旋风速却略有提高。7月29日清晨，飓风猎人侦察机确认风暴达到风力时速85公里的最高强度，并且穿越墨西哥湾期间强度得以保持。7月30日清晨，唐的对流在逼近德克萨斯州海岸期间因近海风切变增多，空气变得更加干燥，同时水温也更寒冷而迅速瓦解。对流消散同时，风暴的风速相应下滑，唐最终于7月30日凌晨2点30分以热带低气压强度从帕德里岛国家海岸登陆。登陆仅3个半小时后，唐就退化成残留低气压区，环流再坚持6小时后便完全消散。

## 防灾措施和影响

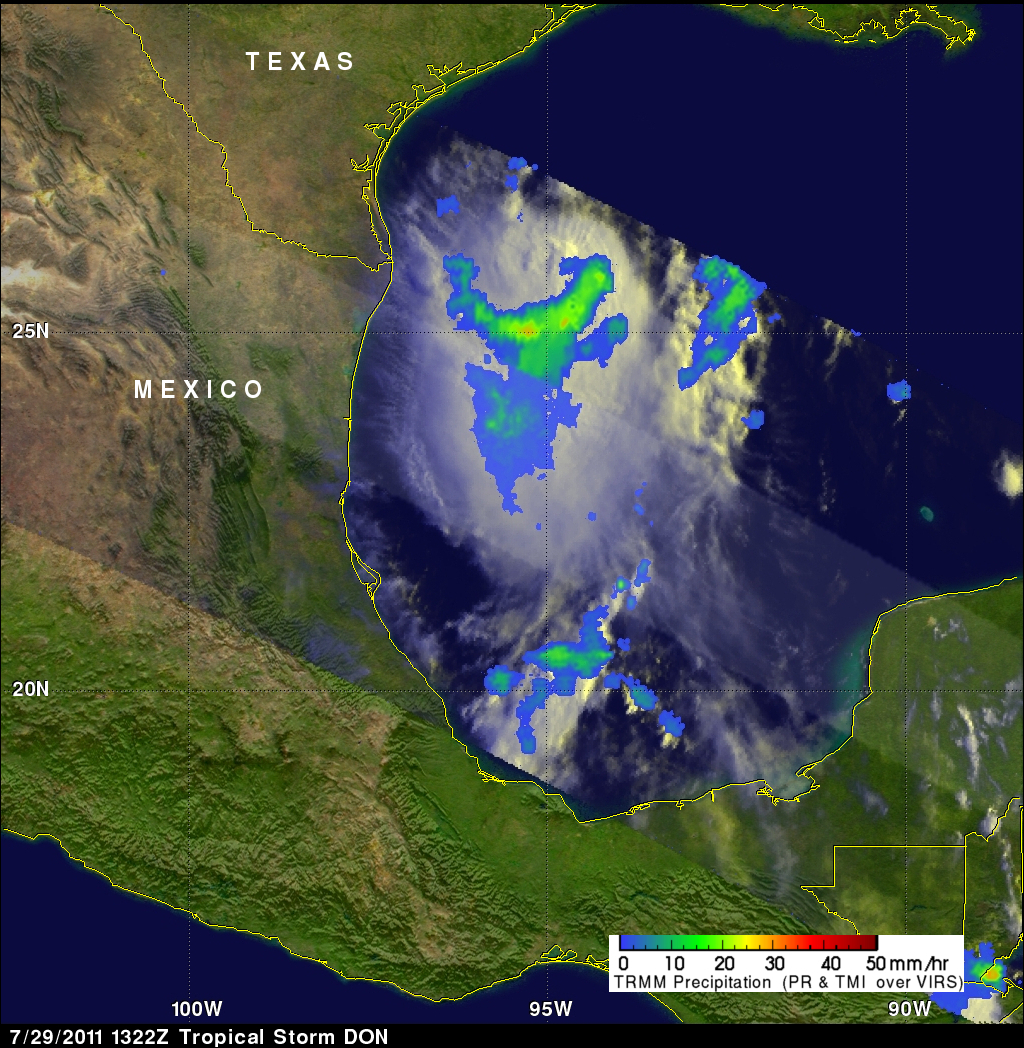
热带风暴唐产生的降水，由热带降雨观测卫星拍摄。

金塔纳罗奥州民防机构发出警报，称形成唐的东风波有可能在该州产生80到150毫米降水，持续风速可能达到每小时35到45公里，阵风时速65公里。气旋成为热带风暴后，尤卡坦州政府宣布进入绿色警戒状态，这种级别的警戒表明唐虽然距离该州不远，但其威胁并不大。7月27日晚，美国国家飓风中心向德克萨斯州威拉西县曼斯菲尔德港（Port Mansfield）到加尔维斯顿岛圣路易斯海峡之间地区发布热带风暴观察预警。6小时后，热带风暴观察预警的生效范围向南延伸至美墨边界。
风暴获命名后，德克萨斯州有关部门开始采取防灾措施。位于加尔维斯敦的德克萨斯大学医学分部发布一级警告，政府著手準備可能用到的疏散計劃。7月27日，多家石油公司开始将墨西哥湾西部钻井平台上非必要的工作人员撤离。次日，、荷兰皇家壳牌、阿纳达科和阿帕奇宣布会将墨西哥湾西部的部分石油设施撤离，艾克森美孚开始为贝敦炼油厂做好应对风暴来袭的准备。截至7月28日中午，多家石油公司暂停石油开采，墨西哥湾内6.8%的原油和2.8%的天然气生产在气旋逼近前暂停。
唐在登陆前突然减弱，因此在德克萨斯州产生的降水很少，总量尚不足25毫米。不过，位于登陆点东北方向很远的马塔哥达县湾城（Bay City）却降下65毫米雨量。受降雨影响，德克萨斯州南部有部分道路失滑，湖泊水位升高。降水令该州棉农受益，但对持续性的旱情影响有限。气旋经过期间产生的风力很小，最强阵风时速为66公里。此外，唐登岸期间还产生0.58米高的风暴潮，但没有任何报道表明风暴在该州造成破坏或人员伤亡。